# Seznam švedskih astronomov
Seznam švedskih astronomov.

## A
- Leif Erland Andersson (1944 – 1979)
- Anders Jonas Ångström (1814 – 1874)
- Svante August Arrhenius (1859 – 1927)
- Petrus Astronomus (???? – po 1513)

## B
- Johan Oskar Backlund (1846 – 1916)
- Carl Östen Emanuel Bergstrand (1873 – 1948)
- Alexis Brandeker (1974 – )

## C
- Anders Celsius (1701 – 1744)
- Magnus Celsius (1621 – 1679)
- Carl Vilhelm Ludwig Charlier (1862 – 1934)

## D
- Nils Christoffer Dunér (1839 – 1914)

## E
- Bengt Edlén (1906 – 1993)

## G
- Bengt Gustafsson (1943 – )
- Johan August Hugo Gyldén (1841 – 1896)

## H
- Olof Petrus Hjorter (1696 – 1750)
- Erik Bertil Holmberg (1908 – 2000)

## L
- Claes-Ingvar Lagerkvist (1944 – )
- Anders Johan Lexell (1740 – 1784)
- Bertil Lindblad (1895 – 1965)
- Anders Lindstedt (1854 – 1939)
- Knut Emil Lundmark (1889 – 1958)

## M
- Gunnar Malmquist (1893 – 1982)
- Didrik Magnus Axel Möller (1830 – 1896)

## N
- Peter Nilson (1937 – 1998)
- Magnus Nyrén (1837 – 1921)

## O
- Tarmo Oja (1934 – 2024) (estonskega rodu)

## P
- Erik Prosperin (1739 – 1803)

## S
- Anders Spole (1630 – 1699)
- Mårten Strömer (1707 – 1770)
- Svante Elis Strömgren (1870 – 1947)

## T
- Erik Tengström (1913 – 1996)

## W
- Åke Wallenquist (1904 – 1994)
- Pehr Wilhelm Wargentin (1717 – 1783)